# Rob Reiner
 (janvier 2009).
Si vous disposez d'ouvrages ou d'articles de référence ou si vous connaissez des sites web de qualité traitant du thème abordé ici, merci de compléter l'article en donnant les références utiles à sa vérifiabilité et en les liant à la section « Notes et références ».
Pour les articles homonymes, voir Reiner.
Robert « Rob » Reiner, né le 6 mars 1947 dans le Bronx à New York aux États-Unis, est un acteur, producteur, réalisateur et scénariste américain.

## Biographie
Fils de l'acteur et réalisateur Carl Reiner et de l'actrice Estelle Reiner, née Lebost, il est le frère du réalisateur et scénariste Lucas Reiner.

## Carrière

### Années 1980: d'acteur de télévision à réalisateur acclamé

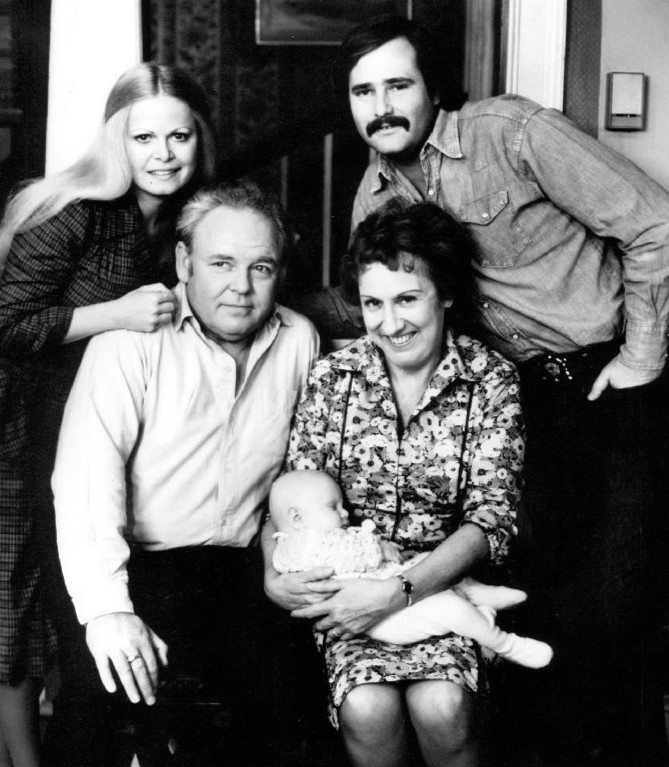
Rob Reiner debout, à droite de Sally Struthers, sa partenaire de All in the Family. Au premier plan, les héros de la série, incarnés par Carroll O'Connor et Jean Stapleton.

Après avoir été étudiant à l'UCLA, une école de théâtre, cinéma et télévision, il fonde un groupe de théâtre spécialisé dans l'improvisation.
Il se fait connaître en tant qu'acteur, notamment dans All in the Family, série télévisée pour laquelle il gagne un Emmy Award en 1988.
Son premier film Spinal Tap en 1984, filmé sur le mode documentaire, qu'il écrit également, relate les pérégrinations d'un groupe de rockers sur le déclin. Il connaît là son premier succès critique et commercial, et le lance comme un réalisateur à suivre.
En 1985, il passe à un genre populaire, celui de la comédie romantique, pour Garçon choc pour nana chic, qui lui permet de confirmer dans une veine adulescente et romantique. Puis il continue à remonter le temps avec une adaptation d'un roman de Stephen King, Stand by Me, qui amène en effet l'Amérique à plonger dans la complexité de la pré-adolescence. Le long-métrage est acclamé par la critique, reçoit plusieurs nominations, et devient culte.
Pour son quatrième film, il s'attelle à une grosse production : Princess Bride sort en 1987, et l'amène sur le terrain de la parodie, puisqu'il y tourne en dérision les codes du conte de fées, à la tête d'un casting hollywoodien.
Mais c'est en 1989, avec Quand Harry rencontre Sally, qu'il parvient à combiner romance et divertissement populaire, et réflexion sur la vie à deux. Le film est un énorme succès, et s'impose comme un classique du genre très rapidement, confirmant le statut de stars de ses deux têtes d'affiche, Billy Crystal et surtout Meg Ryan.
Il conclut cette remarquable décennie avec une nouvelle adaptation d'une œuvre de Stephen King, avec Misery. Avec ce thriller psychologique, il permet à son actrice principale, Kathy Bates, de décrocher l'Oscar de la meilleure actrice, pour sa performance.

### Années 1990-2000: Derniers succès et échecs successifs

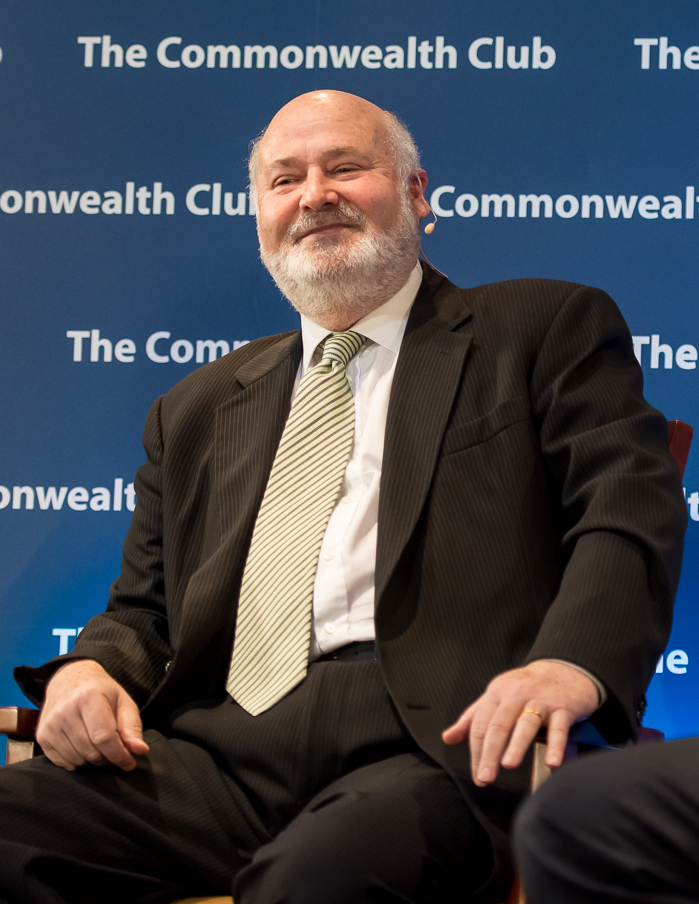
Rob Reiner au Commonwealth Club, en 2013.

Grâce au scénariste Aaron Sorkin, Rob Reiner connaît un grand succès en 1992. En effet, il réalise le thriller judiciaire Des hommes d'honneur, adaptation d'une pièce de Broadway, cette fois portée par un trio d'acteurs au sommet de leur gloire : Tom Cruise, Jack Nicholson et Demi Moore. L'œuvre est saluée par une poignée de nominations, dont celle de l'Oscar du meilleur film.
En 1994, son retour au monde de l'enfance, avec la comédie familiale l'Irrésistible North est un échec critique et commercial, qui lui vaut même une nomination aux Razzie Awards dans les catégories du plus mauvais film et du plus mauvais réalisateur[réf. nécessaire].
En 1995, le réalisateur est plus chanceux grâce à la comédie dramatique Le Président et Miss Wade, qui confirme son talent pour conter des histoires d'amour de quadragénaires brillants et cyniques.
Il poursuit dans le genre quelques années plus tard avec une nouvelle comédie romantique, faisant ouvertement référence à Quand Harry rencontre Sally. Mais le couple marié formé par Bruce Willis et Michelle Pfeiffer ne parvient pas à sauver Une vie à deux, qui essuie un nouveau revers critique, et rembourse à peine son budget.
Encore trois ans plus tard, il retente donc de revenir vers un format plus classique, en contant une rencontre de trentenaires avec Alex et Emma, avec Kate Hudson et Luke Wilson, mais c'est le flop critique et commercial[réf. nécessaire]. De même en 2005 avec La rumeur court…, pour lequel il s'adjoint les services d'une autre ténor du genre, Jennifer Aniston.
Après ces trois échecs dans la romance, il tente en 2007 de revenir à la thématique de ses premières œuvres : l'amitié masculine, avec la comédie dramatique Sans plus attendre, porté par Jack Nicholson et Morgan Freeman. C'est enfin un retour au succès, sur le plan de la critique, comme du box-office[réf. nécessaire].
En 2010, il poursuit ce retour aux sources, en écrivant et réalisant une romance adolescente, Flipped avec Rebecca de Mornay et Anthony Edwards. Si les critiques sont mitigées, le public est aux abonnés absents. En 2012, il revient donc aux septuagénaires, avec le drame Un été magique, pour lequel il dirige de nouveau Morgan Freeman et Virginia Madsen. Mais cette fois, leur collaboration passe inaperçue[réf. nécessaire].
En 2014, il connaît un nouvel échec avec Ainsi va la vie, comédie romantique entre personnes âgées incarnées par Diane Keaton et Michael Douglas, l'ancien président de sa Miss Wade[réf. nécessaire].

## Vie privée
Marié le 10 avril 1971 avec la réalisatrice Penny Marshall, ils divorcent en 1979. Remarié le 19 mai 1989 avec Michele Singer, ils ont trois enfants : Jake en 1991, Nick en 1993 et Romy en 1998.
Il fonde la société de production Castle Rock Entertainment en 1987 avec Alan Horn, Glenn Padnick, Andrew Scheinman et Martin Shafer.

## Filmographie
Sauf indication contraire, les informations mentionnées dans cette section peuvent être confirmées par la base de données cinématographiques IMDb,  présente dans la section « Liens externes ».

### Comme réalisateur

#### Cinéma
- 1984 : Spinal Tap (This Is Spinal Tap)
- 1985 : Garçon choc pour nana chic (The Sure Thing)
- 1986 : Stand by Me (Stand by Me)
- 1987 : Princess Bride
- 1989 : Quand Harry rencontre Sally (When Harry Met Sally...)
- 1990 : Misery
- 1992 : Des hommes d'honneur (A Few Good Men)
- 1994 : L'Irrésistible North (North)
- 1995 : Le Président et Miss Wade (The American President)
- 1996 : Les Fantômes du passé (Ghosts of Mississippi)
- 1999 : Une vie à deux (The Story of Us)
- 2003 : Alex et Emma (Alex & Emma)
- 2005 : La rumeur court… (Rumor Has It...)
- 2007 : Sans plus attendre (The Bucket List)
- 2010 : Un cœur à l'envers (Flipped)
- 2012 : Un été magique (The Magic of Belle Isle)
- 2014 : Ainsi va la vie (And So It Goes)
- 2016 : Being Charlie
- 2016 : LBJ
- 2017 : Shock and Awe
- 2025 : Spinal Tap 2: The End Continues

#### Télévision
- 1974 : Sonny Boy
- 1981 : Likely Stories, Vol. 1 (série)
- 1997 : I Am Your Child

### Comme acteur

#### Cinéma
- 1967 : The Big Mouth, de Jerry Lewis (non crédité)
- 1967 : Enter Laughing, de Carl Reiner
- 1970 : Halls of Anger, de Paul Bogart
- 1970 : Where's Poppa?, de Carl Reiner
- 1971 : Summertree, de Anthony Newley
- 1975 : How Come Nobody's on Our Side?, de Richard Michaels
- 1977 : Fire Sale, de Alan Arkin
- 1979 : Un vrai schnock (The Jerk), de Carl Reiner
- 1984 : Spinal Tap (This Is Spinal Tap), de Rob Reiner
- 1987 : Balance maman hors du train (Throw Momma from the Train), de Danny DeVito
- 1990 : Bons baisers d'Hollywood (Postcards from the Edge), de Mike Nichols
- 1990 : The Spirit of '76, de Lucas Reiner
- 1990 : Misery, de Rob Reiner
- 1993 : Nuits blanches à Seattle (Sleepless in Seattle), de Nora Ephron
- 1994 : Coups de feu sur Broadway (Bullets Over Broadway), de Woody Allen
- 1994 : Mixed Nuts, de Nora Ephron
- 1995 : Bye Bye Love, de Sam Weisman
- 1996 : For Better or Worse, de Jason Alexander
- 1996 : Le Club des ex (The First Wives Club), de Hugh Wilson
- 1996 : Mad Dogs (Mad Dog Time), de Larry Bishop
- 1998 : Primary Colors, de Mike Nichols
- 1998 : Spinal Tap: The Final Tour, de Rob Reiner (court-métrage)
- 1999 : En direct sur Edtv (Edtv), de Ron Howard
- 1999 : Une vie à deux (The Story of Us), de Rob Reiner
- 2000 : Catching Up with Marty DiBergi, de Jeffrey Schwarz (vidéo) (court-métrage)
- 2001 : The Majestic, de Frank Darabont (voix)
- 2003 : Alex et Emma (Alex & Emma), de Rob Reiner
- 2003 : Dickie Roberts: ex-enfant star : lui-même
- 2013 : Le Loup de Wall Street (The Wolf of Wall Street), de Martin Scorsese : Max Belfort
- 2014 : Ainsi va la vie (And So It Goes) de Rob Reiner : Artie
- 2017 : Sandy Wexler : Marty Markowitz, le producteur d'émissions pour enfants

#### Télévision
- 1971 : All in the Family, de Paul Bogart et Norman Campbell (série)
- 1974 : Thursday's Game, de Robert Moore
- 1978 : Free Country, de James Burrows et Hal Cooper (série)
- 1978 : More Than Friends, de James Burrows
- 1979 : The T.V. Show, de Tom Trbovich
- 1981 : Likely Stories, Vol. 1, de Rob Reiner (série)
- 1982 : Million Dollar Infield, de Hal Cooper
- 1986 : Billy Crystal: Don't Get Me Started, de Billy Crystal et Paul Flaherty
- 2005 : Hopeless Pictures, de Bob Balaban (série)
- 2009 : Hannah Montana, de Michael Poryes (série)
- 2009 : Les Sorciers de Waverly Place, de Todd J. Greenwald (série)
- 2010 : 30 Rock, de Tina Fey (série)
- 2012-2018 : New Girl : Bob, le père de Jess (série)
- 2018 : The Good Fight : Le juge Josh Brickner
- 2020 : Hollywood : Ace Amberg (mini-série)

### Comme producteur

#### Cinéma
De ses propres films, sauf mention contraire
- 1987 : Princess Bride (The Princess Bride)
- 1989 : Quand Harry rencontre Sally (When Harry Met Sally...)
- 1990 : Misery
- 1992 : Des hommes d'honneur (A Few Good Men)
- 1994 : L'Irrésistible North (North)
- 1995 : Le Président et Miss Wade (The American President)
- 1996 : Les Fantômes du passé (Ghosts of Mississippi)
- 1998 : Spinal Tap: The Final Tour
- 1999 : Une vie à deux (The Story of Us)
- 2003 : Declaration of Independence, de Arvin Brown (documentaire)
- 2003 : Alex et Emma (Alex & Emma)
- 2010 : Un cœur à l'envers (Flipped)
- 2025 : Spinal Tap 2: The End Continues de lui-même
- prochainement : Wind River: Rising de Kari Skogland

#### Télévision
- 1972 : The Super (série)
- 1974 : Sonny Boy, de Rob Reiner
- 1978 : Free Country, de James Burrows et Hal Cooper (série)
- 1978 : More Than Friends, de James Burrows
- 1979 : The T.V. Show, de Tom Trbovich
- 1982 : Million Dollar Infield, de Hal Cooper
- 1991 : Morton & Hayes, de Phil Mishkin et Rob Reiner (série)
- 1994 : But... Seriously, de Jeff Lieberman

### Comme scénariste

#### Cinéma
De ses propres films, sauf mention contraire
- 1984 : Spın̈al Tap (This Is Spinal Tap)
- 1998 : Spinal Tap: The Final Tour
- 2010 : Un cœur à l'envers (Flipped)
- 2025 : Spinal Tap 2: The End Continues de lui-même

#### Télévision
- 1967 : The Smothers Brothers Comedy Hour, de Bill Davis, Stan Harris, Tim Kiley et Marty Pasetta (série)
- 1969 : The Glen Campbell Goodtime Hour, de Jack Shea (série)
- 1971 : All in the Family, de Paul Bogart et Norman Campbell (série)
- 1974 : Les Jours heureux (Happy Days), de Garry Marshall (série)
- 1974 : Sonny Boy, de Rob Reiner
- 1978 : More Than Friends, de James Burrows
- 1979 : The T.V. Show, de Tom Trbovich
- 1981 : Likely Stories, Vol. 1, de Rob Reiner (série)
- 1982 : Million Dollar Infield, de Hal Cooper
- 1991 : Morton & Hayes, de Phil Mishkin et Rob Reiner (série)
- 1997 : I Am Your Child, de Rob Reiner

## Distinctions

### Récompenses
- Prix du public lors du Festival international du film de Toronto 1987 pour Princess Bride.
- Prix du meilleur film étranger lors des Kinema Junpo Awards 1988 pour Stand by Me.

### Nominations
- Emmy Award du meilleur second rôle masculin en 1972 et 1973 pour son rôle dans All in the Family, il obtient finalement la récompense en 1974.
- Nommé pour le Golden Globe du meilleur second rôle masculin en 1972, 1973, 1974, 1976 et 1977 pour son rôle dans All in the Family.
- Golden Globe du meilleur réalisateur en 1987 pour Stand by Me, 1990 pour Quand Harry rencontre Sally..., 1993 pour Des hommes d'honneur et 1996 pour Le Président et Miss Wade.
- Prix du meilleur réalisateur lors des Independent Spirit Awards 1987 pour Stand by Me.
- Oscar du meilleur film en 1993 pour Des hommes d'honneur.
- Razzie Awards du plus mauvais film et plus mauvais réalisateur en 1993 pour L'Irrésistible North.

## À noter
- Rob Reiner est caricaturé dans l'épisode Stop Clopes de la série South Park, non en qualité de réalisateur mais pour son engagement anti-tabac, mais aussi dans les épisodes 200 et 201.
- Il est aussi caricaturé dans l'épisode Million Dollar Papy de la série Les Simpson, en train de vanter les mérites de la ville de Los Angeles.